# متلازمة الحالة الثانية
يشير مصطلح État second (اللغة الفرنسية للولاية الثانية ) إلى الحالة الذهنية التي يذهب إليها بعض المؤلفين الفرنسيين عند كتابة القصص القصيرة. إنه مزيج بين التجريد والتركيز في نفس الوقت، ومن الفروقات أن تخبر أحيانًا حقائق أكثر من الكتابة الواعية. استخدم الكاتب الأرجنتيني خوليو كورتازار هذه الطريقة في الكتابة في غالبيةا لاوقات ، حيث أطلق عليها "لحظة أقصى قدر من الإبداع ". 

## المفهوم
بيير جانيت هو من أوائل من اشتركوا في مفهوم État ثانيًا، حيث استمر في أنه تم إنشاؤه من خلال تخليق الوعي المنقسم.  هنا، يتم تعيين الحالة الأولى على أنها طبيعية بينما يتم تعيين الحالة الثانية على أنها حالة استثنائية.  إنه في الحالة الثانية حيث تتحد الخبرات في شخصية مغلقة مع كل شخصية قد لا تعرف شيئًا عن بعضها البعض.  في إيتات الثانية، يكون الوعي غائمًا بحيث تغلب شخصيتان مختلفتان تمامًا على بعضهما البعض وتظهر إحداهما بدلاً من الأخرى.  الشخصيات متورطة شخص طبيعي بينما الآخر شاذ ويتبعون بعضهم البعض على التوالي. 
في علم النفس، يشار أيضًا إلى الحالة الثانية باسم "الحالة الجديدة" في حالة تسمى الشخصية المتناوبة.  يتجلى هذا في الحالة العقلية للهستيرية .حيث يقال أن فكرة الإصلاح الإيدي، العقل الباطن المنفصل عن الوعي العادي، يشكل نواة الدولة الثانية.  على سبيل المثال، يقع المريض في نوم هستيري الكليات العادية مثل التحدث والحركة يتم نقلها إلى الحالة الجديدة.